# Aconitum proliferum
Aconitum proliferum là một loài thực vật có hoa trong họ Mao lương. Loài này được Nakai mô tả khoa học đầu tiên năm 1933 publ. 1935.